# Агуа-Приета
А́гуа-Прие́та (исп. Agua Prieta) — приграничный город в Мексике, штат Сонора, входит в состав одноимённого муниципалитета и является его административным центром. Численность населения, по данным переписи 2020 года, составила 91 029 человек.

## Топонимика
Название Agua Prieta с испанского языка можно перевести как чёрная вода, что было переведено с языка индейцев опата из названия озера Bachicuy.

## История
Поселение было основано в 1899 году как пограничный переход и железнодорожная станция между Дугласом и Накосари, по которой транспортировались полезные ископаемые из Мексики в США. В результате первые поселенцы города были работникам американской горнорудной компании Phelps Dodge Corporation, которая базировалась в Дугласе. Агуа-Приета стал свободным муниципалитетом 28 августа 1916 года, когда Родолфо Маркес стал первым президентом нового образования.
8 мая 1933 года поселение получило статус вильи, а 6 ноября 1942 года статус города.
Агуа-Приета играл важную роль в мексиканской революции. Плутарко Элиас Кальес и Ласаро Карденас, два будущих президента Мексики, оба жили в городе в первые годы его существования. В 1915 году во время сражения при Агуа-Приета Панчо Вилья предпринял ночную атаку на поселок, которая была отражена силами Плутарко Кальеса при помощи больших прожекторов, подключенных к американским электросетям. В 1920 году в магазине сувениров рядом с границей с США был подписан план Агуа-Приета, что привело к отставке правительства, возглавляемого Венустиано Карранса, которое до этого поддерживал Альваро Обрегон.

## Пограничный переход
В посёлке расположен пограничный переход в США, при пересечении которого проезжающие оказываются в американском городке Дуглас.